# 2002-es Formula–1 francia nagydíj
A 2002-es Formula–1 világbajnokság tinenegyedik futama a francia nagydíj volt.

## Futam
|    | Rsz. | Versenyző             | Csapat           | Körök | Idő/Kiesések    | Start | Pontok |
| -- | ---- | --------------------- | ---------------- | ----- | --------------- | ----- | ------ |
| 1  | 1    | Michael Schumacher    | Ferrari          | 72    | 1:32:09.837     | 2     | 10     |
| 2  | 4    | Kimi Räikkönen        | McLaren-Mercedes | 72    | +1.104          | 4     | 6      |
| 3  | 3    | David Coulthard       | McLaren-Mercedes | 72    | +31.975         | 6     | 4      |
| 4  | 6    | Juan Pablo Montoya    | Williams-BMW     | 72    | +40.675         | 1     | 3      |
| 5  | 5    | Ralf Schumacher       | Williams-BMW     | 72    | +41.772         | 5     | 2      |
| 6  | 15   | Jenson Button         | Renault          | 71    | +1 Kör          | 7     | 1      |
| 7  | 7    | Nick Heidfeld         | Sauber-Petronas  | 71    | +1 Kör          | 10    |        |
| 8  | 23   | Mark Webber           | Minardi-Asiatech | 71    | +1 Kör          | 18    |        |
| 9  | 17   | Pedro de la Rosa      | Jaguar-Cosworth  | 70    | +2 Kör          | 15    |        |
| 10 | 22   | Alex Yoong            | Minardi-Asiatech | 68    | +4 Kör          | 19    |        |
| 11 | 25   | Allan McNish          | Toyota           | 65    | Motor           | 17    |        |
| Ki | 16   | Eddie Irvine          | Jaguar-Cosworth  | 52    | Hátsó szárny    | 9     |        |
| Ki | 14   | Jarno Trulli          | Renault          | 49    | Motor           | 8     |        |
| Ki | 8    | Felipe Massa          | Sauber-Petronas  | 48    | Mechanika       | 12    |        |
| Ki | 24   | Mika Salo             | Toyota           | 48    | Motor           | 16    |        |
| Ki | 11   | Jacques Villeneuve    | BAR-Honda        | 35    | Motor           | 13    |        |
| Ki | 12   | Olivier Panis         | BAR-Honda        | 29    | Baleset         | 11    |        |
| Ki | 10   | Szató Takuma          | Jordan-Honda     | 23    | Kipördülés      | 14    |        |
| NI | 2    | Rubens Barrichello    | Ferrari          |       | Gyújtás         | 3     |        |
| NK | 20   | Heinz-Harald Frentzen | Arrows-Cosworth  |       | Nem kvalifikált |       |        |
| NK | 21   | Enrique Bernoldi      | Arrows-Cosworth  |       | Nem kvalifikált |       |        |
| Vi | 9    | Giancarlo Fisichella  | Jordan-Honda     | 0     | Sérülés         |       |        |

## A világbajnokság élmezőnyének állása a verseny után
| H  | Versenyzők         | Pont | H  | Konstruktőrök    | Pont |
| -- | ------------------ | ---- | -- | ---------------- | ---- |
| 1. | Michael Schumacher | 96   | 1. | Ferrari          | 128  |
| 2. | Juan Pablo Montoya | 34   | 2. | Williams-BMW     | 66   |
| 3. | Rubens Barrichello | 33   | 3. | McLaren-Mercedes | 47   |
| 4. | Ralf Schumacher    | 32   | 4. | Renault          | 15   |
| 5. | David Coulthard    | 30   | 5. | Sauber-Petronas  | 10   |

## Statisztikák
Vezető helyen:
- Juan Pablo Montoya: 30 (1-23 / 36-42)
- Michael Schumacher: 14 (24-25 / 29-35 / 68-72)
- Kimi Räikkönen: 21 (26 / 43-49 / 68-72)
- David Coulthard: 7 (27-28 / 50-54)

Michael Schumacher 61. (R) győzelme, Juan Pablo Montoya 9. pole-pozíciója, David Coulthard 18. leggyorsabb köre.
- Ferrari 153. győzelme.
- Michael Schumacher 5. világbajnoki címe